# Tom Blancarte
Tom Blancarte is een Amerikaanse jazzcontrabassist, bassist en eufoniumspeler.

## Biografie
Blancarte studeerde aan de University of North Texas. Na zijn bachelor in Jazz Performance (2002) verhuisde hij naar New York en werkte daar vanaf het midden van de jaren 2000 in het jazzcircuit o.a. met Adam Caine, Dan Peck, George Steeltoe, Peter Evans en Brandon Seabrook. Hij speelde ook in een duo met zijn vrouw Louise Dam Eckardt Jensen (The Home of Easy Credit, 2012), met Andrew Drury en Bruce Eisenbeil in het trio Totem, met Brian Osborne en Dan Peck in het trio The Gate en in het postpunk-improvisatiekwartet Sweet Banditry uit Denemarken. In zijn Tom Blancarte Quartet werkte hij samen met de bassisten Thomas Helton, Damon Smith en Ingebrigt Håker Flaten. Blancarte woont in Toftlund (Denemarken) en in New York, waar hij lesgeeft en ook optreedt als solist.

## Discografie
- 2008: Peter Evans / Tom Blancarte: {Sparks} (Creative Sources)
- 2008: Peter Evans Quartet (Firehouse 12 Records), met  Brandon Seabrook, Kevin Shea
- 2008: Totem: Solar Forge (ep)
- 2013: Charity Chan, Peter Evans, Tom Blancarte, Weasel Walter: Cryptocrystalline (ugEXPLODE)

- International Standard Name Identifier: 0000 0001 3894 2413
- Library of Congress Control Number: no2011175030
- Système universitaire de documentation: 157335623
- Virtual International Authority File: 197699152
- WorldCat: E39PBJrwQ9HDhptcXWtKJ3tFrq